# Dawulla
Dawulla ist eine äthiopische Masseneinheit. Sie ist seit 1963 auf 100 Kilogramm festgelegt.

## Unterteilung
- 1 Dawulla = 20 Qunna = 100 Kilogramm